# Liste der Bischöfe von Forlì
Die folgenden Personen waren Bischöfe von Forlì (Italien):
- Heiliger Mercuriale (erwähnt 359 – 23. Mai 405 ?)
- Mercuriale II. ? (? – 449)
- Teodoro (erwähnt 452)
- Crescente (erwähnt 649)
- Vincenzo (erwähnt 680)
- Apollinare (erwähnt 858 und 861)
- Ruggero (erwähnt 910)
- Paolo (erwähnt 939)
- Uberto (erwähnt 955)
- Rainero (10. Jh.)
- Teodorico (10. Jh.)
- Ottone (10. Jh.)
- Fausto Anderlini (erwähnt 1001)
- Rodolfo I. (erwähnt 1016)
- Giovanni I. (erwähnt 1072)
- Pietro (erwähnt 1118)
- Drudo (erwähnt 1149)
- Alessandro (1160–1189)
- Giovanni II. (1192–1203)
- Albert I. (um 1213–?)
- Ricciardello Belmonti (1225–?)
- Albert II. (1232–?)
- Enrico I. (1237–?)
- Gerolamo (1253–1253)
- Richelmo (1253–1270)
- Rodolfo II. (1270–?)
- Enrico II. (1280–?)
- Rinaldo (1285–?)
- Taddeo oder Teodoro II. (1302–?)
- Peppo Ordelaffi (1303–1303)
- Rodolfo Piatesi (1303–?)
- Tommaso Bettino Piatese (1318–?)
- Giovanni III. (1342–1346; auch Bischof von Viterbo)
- Aimerico (1349–1351; auch Bischof von Bosa)
- Bartolomeo da Sanzetto, O.F.M.Conv. (1351–1381)
- Paolo da San Rufello (1382–1384)
- Simone Pagani (1384–1391)
- Scarpetta Ordelaffi (1391–1401)
  - Giovanni Numai (1401–1411; apostolischer Administrator)
- Matteo Fiorilli (1412–1413)
- Alberto Buoncristiani, O.S.M. (1413–1417; auch Bischof von Comacchio)
- Giovanni Strada († 1447)
- Giovanni Capparelli (1425–1437; auch Bischof von Ancona)
  - Guglielmo Bevilacqua, O.S.A. (1433–1437; Gegenbischof)
- Luigi Pirano (1437–1446)
- Mariano Farinata (1446–1449; auch Bischof von Sarsina)
- Daniele d’Alunno, C.R.S.A. (1449–1463)
- Giacomo Paladini (1463–1470)
- Alessandro Numai (1470–1485)
- Tommaso Asti (1485 – circa 1512)
- Pietro Griffo (circa 1512–1514 ?)
- Bernardino I. de Medici (1516–?)
- Leonardo de Medici (1519–1526)
  - Niccolò Kardinal Ridolfi (1526–1528; Apostolischer Administrator)
- Bernardino II. de Medici (1528–1551)
- Pietro Giovanni Aleotti (1551–1563)
- Antonio Giannotti da Montagnana (1563–1578; auch Bischof von Urbino)
- Marcantonio del Giglio (1578–1580)
- Giovanni Mazza de Canobbi (1580–1586)
- Fulvio Teofili (1587–1594)
- Alessandro de Franceschi, O.P. (1594–1599)
- Corrado Tartarini (1599–1603)
- Cesare Bartorelli (1603–1635)
- Giacomo Teodolo (1635–1665)
- Claudio Ciccolini (1666–1688)
- Giovanni Rasponi (1689–1714)
- Tommaso Torrelli (1714–1760)
- Francesco Piazza (1760–1769)
- Nicola Bizzarri (1769–1776)
- Giuseppe Vignoli (1776–1782)
- Mercuriale Prati (1784–1806)
- Andrea Bratti (1807–1835)
- Stanislao Vincenzo Tomba, B. (1836–1845; auch Erzbischof von Camerino)
- Gaetano Carletti (1845–1849; auch Bischof von Rieti)
- Mariano Falcinelli Antoniacci, O.S.B. (1853–1857)
- Pietro Paolo Trucchi, C.M. (1857–1887)
- Domenico Svampa (1887–1894; danach Erzbischof von Bologna)
- Raimondo Jaffei (1895–1932)
- Giuseppe Rolla (1932–1950)
- Paolo Babini (1950–1976)
- Giovanni Proni (1976–1988)
- Vincenzo Zarri (1988–2005)
- Lino Pizzi (2005–2018)
- Livio Corazza (seit 2018)